# Club de Fútbol Trival Valderas Alcorcón
Club de Fútbol Trival Valderas Alcorcón, más conocido por Trival Valderas, es un club de fútbol español situado en Alcorcón (Comunidad de Madrid), que representa al barrio de San José de Valderas.
Fundado en 2004, su equipo sénior juega en el grupo VII de la Tercera Federación. Además, gestiona una escuela de fútbol con categorías desde los seis años.

## Historia
El Trival Valderas se fundó en 2004 gracias a la fusión de dos entidades menores del barrio de San José de Valderas: la "Agrupación Polideportiva Trinitarios Valderas" (creada en 1972) y la "Unión Deportiva Valderas" (nacida en 1971). El objetivo era ampliar la oferta deportiva de Alcorcón y prestar a los jóvenes de la ciudad un club deportivo donde empezar a jugar, especializándose en fútbol base.
Debutó en las divisiones regionales pero a partir de la temporada 2006-07, con la llegada de Marcos Jiménez como entrenador, encadenó una serie de ascensos. En 2007-08 se metió en Regional Preferente, y al año siguiente consiguió subir a Tercera División, máxima categoría del fútbol madrileño. En la campaña 2009-10 llegó incluso a clasificarse al play-off para Segunda División B al finalizar cuarto, pero no lo consiguió porque perdió contra el Yeclano. Después de ese logro, el objetivo pasó a ser la consolidación en la categoría.
En el año 2012–13 terminó la fase regular en cuarta posición y volvió a disputar la fase final de ascenso, cayendo ante el Granada "B". Manteniendo el mismo bloque, el Trival consiguió en 2013-14 ser campeón del grupo VII por primera vez en su historia. En la promoción entre líderes fue derrotado por otro filial, el Real Zaragoza "B", pero superó las rondas posteriores y al final eliminó al Arenas Club de Guecho para subir a Segunda División B.